# أرمى بن أصحمة
أرمى بن أصحمة النجاشي بن أبجر (ويقال أرهى، ويقال أريحا- بن أصحمة بن أبحر) ابن النجاشيّ ملك الحبشة.

## دعوته إلى الإسلام
في السنة السابعة كتب النَّبِيّ محمد إلى النجاشي يدعوه فيها إلى الإسلام :
| أرمى بن أصحمة | سلم أنت، فانى أحمد إليك اللَّه الملك القدوس السلام المؤمن المهيمن العزيز الجبار المتكبر، وأشهد أن عِيسَى روح اللَّه، وكلمته ألقاها إِلَى مريم البتول الطيبة الحصينة، فحملت بعيسى فخلقه من روحه، وخلقه كما خلق آدم بيده ونفخه، وَإِني أدعوك إِلَى اللَّه تعالى، وقد بعثت إليك ابن عمي جعفرًا ومن معه من المسلمين، فدع التجبر واقبل نصحي، والسلام عَلَى من اتبع الهدى | أرمى بن أصحمة |

فقرأ النجاشي الكتاب وكتب جوابه:
| أرمى بن أصحمة | بسم الله الرحمن الرحيم. سلام عليك يا نبي الله ورحمته وبركاته الذي لا إله إلا هو، الذي هداني إلى الإسلام. أما بعد، فقد أتاني كتابك فيما ذكرت من أمر عيسى، فو رب السماء والأرض إن عيسى لا يزيد على ما قلت ثفروقا ، وإنه كما قلت، ولقد عرفنا ما بعثت به إلينا، ولقد قربنا ابن عمك وأصحابه، وأشهد أنك رسول الله صادقا مصدوقا، وقد بايعتك، وبايعت ابن عمك، وأسلمت على يديه لله رب العالمين، وبعثت إليك بابني أرمى بن الأصحم، فإني لا أملك إلا نفسي، وإن شئت أن آتيك يا رسول الله فعلت، فإني أشهد أن ما تقوله حق، والسلام عليك يا رسول الله". | أرمى بن أصحمة |

فخرج أرمى بن أصحمة في ستين نفسا من الحبشة في سفينة في البحر، فلما توسطوا البحر غرقوا كلهمفمات في الطريق ومن معه قبل أن يروا النبي محمد. هناك  رواية أخرى عند ابن إسحاق تفيد بإسلام ابن آخر للنجاشي ومكوثه بين أظهر المسلمين ۔